# Kastell Öhringen-West

Der Vordere Limes mit dem älteren, westlicher gelegenen Neckar-Odenwald-Limes

Das Kastell Öhringen-West, das auch unter den Namen Westkastell Öhringen und Bürgkastell Öhringen bekannt ist, war ein römisches Militärlager des Prinzipats, dessen Besatzung, eine Kohorte, Sicherungs- und Überwachungsaufgaben am Vorderen Limes, einem Abschnitt des UNESCO-Weltkulturerbes „Obergermanisch-Raetischer Limes“ übernahm. Das heute weitgehend zerstörte Bodendenkmal befindet sich im baden-württembergischen Hohenlohekreis auf dem Gebiet der Großen Kreisstadt Öhringen und wird größtenteils vom Hohenloher Krankenhaus überdeckt. Aufgrund des schlechten Erhaltungszustandes wurde das Kastell Öhringen-West selbst nicht in das Welterbe aufgenommen.

## Lage
Das in der Flur „Untere Bürg“ errichtete Kohortenkastell befand sich rund 1,20 Kilometer vom Limes entfernt auf einer leicht nördlich und östlich ansteigenden Terrasse in Mittelhanglage zwischen der nach Nordwesten in einer Flussbiegung vorbeiführenden Ohrn und dem in diesem Bereich nach Westen verlaufenden Maßholderbach, der am westlichen Fuße des Kastells in das Tal der Ohrn mündet. Die Prätorialfront des Kastells weist nach Osten auf das Terrain des dort teils steil ansteigenden Hangrückens an dem die römische Reichsgrenze wie mit dem Lineal gezogen das Barbaricum von den bis hierher wirkenden mediterranen Kulturleistungen trennte. Von Nordwesten aus dem Tal des Maßholderbaches ansteigend, verliefen die Grenzanlagen ohne jegliche Richtungsänderung oder Rücksichtnahme auf das Gelände zu den Hanghöhen hinauf und fielen anschließend nach Südosten in die damalige Flussaue der Ohrn hinab. Im ehemaligen Auenbereich und des sich dort entlangziehenden Limes fließt der höchstwahrscheinlich für die Wasserversorgung des Kastells wichtige Ströllerbach nordöstlich aus dem Barbaricum kommend, in die Ohrn ab. Das nur wenig kleinere zweite Kastell von Öhringen, das auch als Ostkastell oder Rendelkastell bekannt ist, befand sich etwa 1,2 Kilometer entfernt am selben Hang südöstlich des Westkastells und gleichfalls oberhalb der Ohrn allerdings nur 230 Meter vom Limes entfernt. Beide Kastelle wurden in ungefähr der gleichen Höhenlage errichtet. Das Westkastell auf rund 239 Metern über NHN, das Ostkastell auf rund 237 Metern über NHN. Ohne dass dies großen Einfluss auf die zunächst rein militärisch beurteilte Entstehung des Garnisonsortes gemacht hätte, waren das relativ milde Klima sowie die sehr fruchtbare Landschaft ideal für eine positive Entwicklung der Zivilsiedlung.

## Forschungsgeschichte
Wie der Flurname „Untere Bürg“ belegt, war das Wissen um eine wie auch immer geartete Befestigung bis in die frühe Neuzeit bekannt. Bereits in vorrömischer Zeit war der Bereich am Kastell besiedelt. Der Provinzialrömische Archäologe Hans Schönberger (1916–2005) fand bei seinen Untersuchungen am Kastell in den 1960er Jahren die Reste eines entsprechenden Hauses, dessen Grundriss sich aus einem unregelmäßigen Gräbchen und rechtwinklig dazu in drei Reihen angelegten Pfostengruben ergibt.
Das Westkastell wurde erstmals 1766/1767 von dem gräflich-hohenlohischen Archivar und Hofrat Christian Ernst Hanßelmann (1699–1776), der seinen Wohnsitz in Öhringen hatte, im Verlauf mehrjähriger Feldforschungen zur Ausdehnung Roms in dem von ihm behandelten hohenlohischen Raum als römische Wehranlage erkannt und verortet. Kurz darauf, 1768/1769, sicherte er auch die Lage des Ostkastells. Auslöser für seine Aktivitäten war eine 1765 gegebene Preisfrage der Mannheimer Akademie. Die von Hanßelmann gewählte wissenschaftlichen Herangehensweise an die Thematik, schlug sich in seinen beiden bekannten Hauptwerken nieder. Im Jahr 1768 erschien der „Beweiß, wie weit der Römer Macht, in den mit verschiedenen teutschen Völkern geführten Kriegen, auch in die nunmehrige Ost-Fränkische, sonderlich Hohenlohische, Lande eingedrungen …“, dem 1774 die „Fortsetzung des Beweißes …“ folgte. Als Grundlage zu der damals im hohenlohischen Gebiet einsetzenden regionalen Forschungsgeschichte können diese Schriften nicht hoch genug bewertet werden, zumal die Kupferstiche nicht nur Fundgut, und Lagepläne, sondern auch in einer für die damalige Zeit vorbildlichen Art tatsächliche Grabungsbefunde, wie Teile des 1770 ergrabenen Kastellbades von Öhringen, das in den „Fortsetzungen“ abgedruckt wurde, und laut Hanßelmann „über 200 Schritt südlich des Bürgkastells“ lag, zeigen. Die Interpretation der Befunde und die aus den wohl von Hanßelmann skizzenhaft an die Kupferstecherei gelieferten Blätter zu den Grabungen zeigen nachweislich am Öhringer Kastellbad, das hier neben möglicherweise unrichtigen Befundansprachen des Archäologiepioniers wohl auch Freiheiten und/oder Fehlinterpretationen des Kupferstechers eingearbeitet wurden, die weder die Angaben von Hanßelmann in seinem Text, noch der Befund selbst, hergab. Die Leistungen Hanßelmanns zu der damals bereits seit fast hundert Jahren punktuell in Deutschland aktiven Limesforschung, die beispielsweise Nikolaus Person (vor 1648–1710) für die Wetterau und Johann Alexander Döderlein (1675–1745) für Bayern vorangetrieben hatten, sind trotz dieser und anderer später erkannter Fehleinschätzungen und Problematiken nicht hoch genug zu bewerten.
Hanßelmanns Forschungen fanden zu seiner Zeit wenig Würdigung und so verschwand seine Erkenntnis um ein Kastellbad aus dem wissenschaftlichen Bewusstsein. Während des Baues der Bahnlinie unterhalb des Kastellareals in den Jahren 1878/1879 wurde jedoch unmittelbar südlich des Bahndammes eine Hypokaustanlage nebst Ziegelstempeln entdeckt. Dreizehn Jahre später waren zwar die Aufzeichnungen zu diesem Befund bereits wieder verloren gegangenen, doch der ungefähre Fundort blieb ermittelbar. Die zu diesem Zeitpunkt in Öhringen vertretene Reichs-Limeskommission (RLK) mutmaßte, dass bei den Bahnarbeiten das Hanßelmannsche Bad wiederentdeckt wurde und stieß bei Nachgrabungen in dem bekannten Areal auf eine Mauer, die „vielleicht auch noch zu der Anlage gehört hat.“ Konkrete Hinweise, wo diese Mauer ergraben wurden, blieben auch in diesem Fall der Nachwelt nicht erhalten. Als im Jahre 1912 der Städtische Schlachthof auf dem mutmaßlichen Gelände des Kastellbades entstand, fuhren die Arbeiter offenbar waggonweise ausgebrochenes Steinmaterial ab. Damit ruhten über hundert Jahre alle archäologischen Aktivitäten an dieser Stelle.

Das Westkastell mit den Grabungsergebnissen von 1892 bis 1894

Öhringens Kastelle wurden durch den zuständigen Streckenkommissar der Reichs-Limeskommission (RLK), Ernst von Herzog, (1834–1911) in drei Kampagnen, vom 25. August bis 24. September 1892, vom 9. bis 20. Oktober 1893 und vom 23. bis 25. August 1894 untersucht. Damit gehören beide Fortifikationen zu den ersten Forschungsarbeiten dieser Kommission, wobei sich die Grabungen auf die genaue Lageposition und die Wehrmauern konzentrierten. Zudem wurden einige Suchschnitte im Zentralbereich unternommen. Der für die RLK tätige Altphilologe Ernst von Herzog (1834–1911) brachte die Grabungsergebnisse 1897 im Limeswerk zur Veröffentlichung.
Die ab November 1909 begonnenen Arbeiten zur Errichtung des Bezirkskrankenhauses, das heute im Nordwesten Öhringens liegt, wurden von Anfang an durch den Bezirkspfleger Adolf Wolf (1879–1915), der zuletzt hauptberuflich als Oberpräzeptor am Öhringer Progymnasium arbeitete, beobachtete. Ab Sommer 1911 begannen die bis Januar 1912 dauernden eigentlichen Ausschachtungsarbeiten, wobei Wolf unter der Federführung der Reichs-Limeskommission die anschließend nicht mehr wiederholbaren Aufschlüsse am Stabsgebäude (Principia) des Kastells vornehmen konnte. Wolf stellte fest, dass der Krankenhausneubau genau über der Schnittachse der beiden Hauptstraßen des Kastells, der westöstlich verlaufenden Via praetoria und der nordsüdlich angelegten Via principalis errichtet wurde.
Alle folgenden Baumaßnahmen im Bereich des Krankenhauses und die dabei zwischen 1912 und 1957 freigelegten Befunde blieben undokumentiert. Erst 1957 kamen mit Hans Schönberger wieder Archäologen in die beiden Öhringer Kastelle. Als 1959 im Westen des Krankenhauses ein Schwesternwohnheim errichtet werden sollte, konnten der Prähistoriker Hartwig Zürn (1916–2001), unterstützt von seinem Grabungstechniker Fritz Maurer (1929–2016), einen über 150 Meter langen Baggeraufzug beobachten, der auch die Nordwestrundung der Kastellmauer schnitt. Diese Entdeckung führte zu weiteren Untersuchungen. Bis 1970 fanden aufschlussreiche Dokumentationen an der Lagerumwehrung statt, bei denen sich die wichtigsten Fixpunkte zur Bauentwicklung des Westkastells nachzeichnen ließen. Verantwortlich für die abschließenden Grabungsergebnisse war dabei ebenfalls Schönberger.
Im Jahr 1980 konzentrierten sich die archäologischen Arbeiten erneut auf das Kastellareal im Bereich des Kreiskrankenhauses.
Als 2016 der Abbruch des inzwischen aufgegebenen Schlachthofs erfolgte, um an dessen Stelle eine Wohnanlage zu errichten, begleitete das Landesdenkmalamt die Aushubarbeiten. Dabei kam wohl jene römerzeitliche Mauer zu Tage, die wohl einst bereits die RLK freigelegt hatte. Letztendlich wurde auf Druck der anstehenden Bauarbeiten 2016/2017 eine Rettungsgrabung anberaumt, bei der tatsächlich die Ostseite des Kastellbades mit einem mehrphasigen Badebecken zu Tage kam. Aufgrund einer Lehrgrabung im Jahr 2018 konnte dann ein weiterer kleiner Ausschnitt des Kastellbades untersucht werden.
Von 2019 bis 2020 fanden im Vorgriff für einen voraussichtlich bis 2023 fertiggestellten Erweiterungsbau des Hohenloher Krankenhauses neue Rettungsgrabungen an einigen der letzten erhaltenen Reste des Kastells statt, wobei unter anderem erneut eines der Tore angeschnitten wurde. Unter der Überschrift „Vom römischen Erbe retten, was noch zu retten ist“ schrieb dazu der stellvertretenden Redaktionsleiter der Hohenloher Zeitung, Peter Hohl dazu, dass „der Ruf der Öhringer in Denkmalschützerkreisen … bekanntlich nicht der beste“ ist.

## Baugeschichte

### Datierungsansatz

Keramik- und Metallfunde aus den beiden Kastellen von Öhringen (Grabungen 1892–1894)

Mit der nach Westen geschobenen Vorverlegung des Grenzverlaufs auf den Vorderen Limes bezog die bisher am mittleren Neckar im Kastell Heilbronn-Böckingen stationierte Cohors I Helvetiorum in Öhringen eine neue Garnison. Ziegelstempel und weitere, teils näher datierbare Inschriftenfunde dieser Einheit wurden sowohl in Böckingen als auch in Öhringen gefunden. Das jetzt im Limeshinterland gelegene Böckingen wurde mit dem Umzug aufgegeben. Der von langer Hand geplante Garnisonswechsel in das neue, weiter nach Osten vorgeschobenen Lager war eine organisatorische Meisterleistung, da hiervon letztendlich alle Militärstandorte entlang des Neckar-Odenwald-Limes betroffen waren. Der Althistoriker Géza Alföldy (1935–2011) stellte 1983 anhand der damals bekannten epigraphischen Zeugnissen aus Böckingen fest, dass die Helvetierkohorte noch mindestens im Jahr 148 am Neckar stand. Lange Zeit wurde daher die Gründung des Westkastells von Öhringen mit „Mitte des 2. Jahrhunderts“ angegeben.
Wie die Forschungen und Vergleiche mit anderen an den Vorderen Limes vorgeschobenen Kastellen ergab, wurde Öhringen-West jedoch erst am Ende oder kurz nach der Regierungszeit des Kaisers Antoninus Pius (138–161) errichtet. Zum Bau des Vorderen Limes gibt es außer den archäologischen Grabungsergebnissen bisher kein direktes antikes schriftliches Zeugnis. Alföldy mutmaßte nach Auswertung zweier im Mittelmeerraum aufgefundenen Inschriften, dass die Limesstrecke des Vorderen Limes „um 155“ unter dem obergermanischen Statthalter Gaius Popilius Carus Pedo (etwa 152–155) ausgebaut worden sei. Zumindest müssen wichtige militärische Aktivitäten beziehungsweise Truppenbewegungen stattgefunden haben. Der Wissenschaftler stellte sich damit in die Tradition des Archäologiepioniers Ernst Fabricius (1857–1942), der diesen Zeitraum bereits 1902 ermittelt hatte.
Neuere Funde und Methoden könnten diese Annahme zeitlich möglicherweise genauer fassen beziehungsweise korrigieren. An den bisher frühesten dendrochronologisch analysierbaren Bauhölzern aus dem Benefiziarier-Weihebezirk am nördlich gelegenen Kastell Osterburken konnte das Fälldatum auf den Winter 159/160 n. Chr. bestimmt werden. Allerdings fand sich unter dem Tempel eine steinerne Quellfassung mit Nymphe und Weiheinschrift, die stratigraphisch zweifelsfrei älter war. Durch Alföldys Forschungen zeichnet sich ab, dass die Anlage der Quellfassung während der Statthalterschaft des Gaius Popilius Carus Pedo erfolgt sein könnte. Das ab 2004 untersuchte Kohortenbad von Osterburken bot weiteres datierbares Material. Festzuhalten ist, dass die dort im Grundwasser erhalten gebliebenen Eichenpfosten der ersten Bauphase im Spätjahr 164 n. Chr. gefällt wurden. Weitere Osterburkener Hölzer konnten nach Aussage des provinzialrömischen Archäologen Klaus Kortüm vom Landesamt für Denkmalpflege Baden-Württemberg in das Jahr 161 n. Chr. datiert werden, was Überlegungen stützt, der eigentliche Vordere Limes sei erst mit dem Rätischen Limes – von dem zeitlich dazu passende Datierungen stammen – in einer provinzübergreifenden Ausbaumaßnahme kurz nach dem Tod des Kaisers Antoninus Pius (Januar 161) errichtet worden. Eine wichtige Grundlage für diese These ist die Überlegung, dass der Bau des Kohortenbades von Osterburken aller Wahrscheinlichkeit nach nicht unwesentlich später als die Errichtung des Kastells erfolgt sein kann. Laut Kortüm wird eine nennenswerte Präsenz römischer Truppen vor 160 n. Chr. zumindest für Osterburken immer unwahrscheinlicher. Auch die Neubewertung der Weihesteine des Zenturios Veranius Saturninus, der noch 158 n. Chr. das Numerusbad von Neckarburken durch seine Einheit, den dort kasernierten Numerus Brittonum Elantiensium (Einheit der Elzbrittonen) neu errichten und vergrößern ließ, lässt eher an einen Umzug um 160 n. Chr. denken. Der Zenturio hinterließ an seinem neuen Garnisonsort Osterburken gleichfalls einen Weihestein – allerdings ohne Datierung.
Die These eines späteren Datierungsansatzes des Vorderen Limes wirft neue Fragen auf. So lässt das Datum um 160 n. Chr. nicht nur das zeitlich ältere Osterburkener Nymphäum rätselhafter werden. Unter dem Kohortenbad von Osterburken fanden sich einige ältere römische Gruben, die nichts mit dem Thermenbau zu tun haben. Die Archäologen bargen hier organische Reste, Wurzeln, Holzabfälle und einige bearbeitete Hölzer. Auch geringe Mengen römischer Keramik wurden gefunden. Die Auswertung dieser Funde steht noch aus. Betont werden sollen in diesem Zusammenhang auch die von dem Forstwissenschaftler Bernd Becker (1940–1994) dendrochronologisch untersuchten Holzproben aus einem unmittelbar im Kastell Murrhardt ergrabenen Brunnen der um 159 n. Chr. entstand. Daneben gibt es aus dem Kastell Jagsthausen noch das bisher älteste datierbare Inschriftenbruchstück vom „Vorderen Limes“ aus der Regierungszeit des Kaisers Antoninus Pius, das einer Zuordnung bedarf. Erst neue Funde und Analysen werden möglicherweise eine endgültige Bewertung der damaligen Geschehnisse möglich machen.
Das fast quadratische, 159,50 × 152,8 Meter (= 2,18 Hektar) große Kastell Öhringen-West besaß abgerundete Ecken und gehört entstehungsgeschichtlich in eine Reihe mit Lagern wie Osterburken oder Jagsthausen. Neben dem west-östlich orientierten Öhringen-West wurde zeitgleich das Ostkastell errichtet. Alle Lager in Öhringen-West wurden an ein und demselben Platz errichtet und besaßen stets die gleiche Größe.

### Umwehrung
Die Entwicklung der Umfassungsmauer und Gräben in Öhringen-West vollzog sich nach der archäologischen Analyse in drei Perioden.
Periode 1
Das älteste aus Holz errichtete Lager besaß einen Holz-Erde-Wall von rund drei Metern Breite. Schönberger konnte an der Kastellinnenseite des Walls Pfostengräbchen erkennen, die der Abstützung des Erdreichs zur Lagerringstraße (Via sagularis) hin dienten. Vor den Holz-Erde-Wall lagen drei Verteidigungsgräben, in einem Abstand von elf Metern, wobei der äußere Spitzgraben 3 mit seiner äußersten Ausdehnung rund 24 Meter von der Umwallung entfernt lag und eine Breite von neun Metern sowie eine Tiefe von vier Metern aufwies. Der mittlere Spitzgraben 2 wurde einmal erneuert und war der schmalste und am wenigsten tiefe dieser Periode. Der innerste Graben 1 ließen keine Spuren mehr erkennen, da er durch das neue Grabenwerk der Periode 2 vollkommen zerstört wurde. Schönberger rekonstruierte für das Holz-Erde-Lager eine ursprüngliche Berme von rund zwei Metern. Als innersten Graben konnte er sich einen einfachen Spitzgraben vorstellen, von diesem war jedoch nichts mehr erhalten. Nördlich und südlich besaß das Holz-Erde-Lager die gleiche Ausdehnung wie das Steinkastell der Periode 2. Im Osten und Westen wird dies genauso gewesen sein. Schönberger gelang es bei seinen Forschungen aufgrund der Überbauung dort jedoch nicht, den wissenschaftlichen Nachweis zu erbringen.
Periode 2
Es folgte die Anlage einer in Stein ausgebauten Umfassungsmauer mit einer verhältnismäßig schmalen Breite von 0,70 bis 0,90 Metern, die vor den alten Holz-Erde-Wall, der als Wehrgang erhalten blieb, errichtet wurde. Bei den Toren blieb jedoch die Holzbauweise erhalten. Sechs hölzerne Pfosten, die mindestens 1,80 Meter in den Boden eingelassen waren, flankierten dabei in zwei Reihen die Tordurchfahrt. Das Kastell besaß eine schmale Berme und davor den innersten der Gräben, der nun als Doppelspitzgraben ausgeführt war. Die anderen Gräben, die offenbar nicht lange in Benutzung waren, wurden aufgegeben. Bereits im Ausgrabungsplan von 1892 sind zwei Spitzgräben mit den genauen Maßen verzeichnet.
Periode 3
Wohl im zweiten Drittel des 3. Jahrhunderts wurde die steinerne Umfassungsmauer mit dem an ihrer Innenseite gelegenen Erddamm abgetragen. Möglicherweise fand dieser Abbruch nur streckenweise statt, wobei Steinmaterial in den Doppelspitzgraben rutschte, das teilweise durchaus noch brauchbar gewesen wäre. Die in einem Abstand von 1,50 Metern vor der alten Mauer neu errichtete Wehrmauer besaß im Fundament eine Stärke von rund 1,45 bis 1,65 Metern. Die davorgelegene Berme besaß eine Breite von zwei bis drei Metern und mündete nun an einem einzelnen neu angelegten Spitzgraben.
Von den vier Steintoren der Periode 3, die von der Reichs-Limeskommission freigelegt wurden, war das zum Ohrntal gerichtete einspurige Südtor, die Porta principalis sinistra, das am besten erhaltenste. Die dieses Tor flankierenden Tortürme, die eine Größe von 7,15 × 5,70 Metern besaßen, sprangen rund 1,40 Meter aus dem Verband der Umfassungsmauer hervor. Die Tordurchfahrt wurde mit rund 3,50 Metern eingemessen. Ähnliche Daten konnten bei der Ergrabung des Nordtores, die Porta principalis dextra, erzielt werden. Der Grundriss des 1980 durch das Landesdenkmalamt erneut ausgegrabenen einspurigen Tores zeigt ebenfalls zwei seitliche Tortürme, die aus der Mauerflucht hervortreten. Die Tordurchfahrt betrug hier rund vier Meter. Die Ausgrabungen ließen am Nordtor auch Strukturen der Vorgängerbebauung aus Periode 1 erkennen. So befand sich hier ein leicht nach innen versetzter einfacher Tordurchlass, dessen Pfostengruben in Teilen nachgewiesen werden konnten. Das Haupttor des Kastells, die nach Osten orientierte Porta praetoria war bei den Grabungen bereits stark gestört, so dass kein klarer Grundriss erkennbar wird. Das rückwärtige Westtor, die Porta decumana, war während der letzten Steinbauphase als Doppeltor mit flankierenden Tortürmen ausgebaut worden und rund zehn Meter breit. In den abgerundeten Ecken des Kastells standen nun steinerne Türme. Der südöstliche Eckturm wurde mit einer Größe von 2,80 × 4,20 Metern eingemessen. Hinweise auf Zwischentürme konnten die Grabungen bisher nicht erbringen.

### Innenbebauung
Principia

Die Eisenfunde aus dem Brunnen im Stabsgebäude, darunter auch Militaria. Nummer 6 und 10 sind Helmbügel; 20, 21, 22 Lanzenspitzen

Die wesentlichen Erkenntnisse zum Innenausbau stützen sich bis heute auf die Untersuchungen von Wolf während des Krankenhausbaues. Bei den zuvor durchgeführten Grabungen der RLK konnten entlang der Kastellwestseite und im Zentrum lediglich ein paar Estrich- und Mauerreste erkannt werden. Die dreischiffige hölzerne Vorhalle der im Mittelpunkt des Kastells angelegten Principia überschnitt die Via principalis. Insgesamt war dieses Gebäude mit Ausnahme des Fahnenheiligtums (Aedes/Sacellum) in Holzbauweise mit Lehmfachwerk angelegt worden. An das rückwärtige Fahnenheiligtum grenzte das mit Steinplatten ausgelegte Peristyl der Principia an, auf dem sich ein 16,40 Meter tiefer Brunnen befand, der einen Innendurchmesser von 1,40 bis 1,46 Metern aufwies. Die Ergiebigkeit der Quelle war noch während ihrer Ausgrabung im Sommer 1911 so stark, dass es den Arbeitern kaum gelang, dem einströmenden Wasser Herr zu werden. Aufgrund seines wissenschaftlichen Wertes wurde der Brunnen mit Unterstützung des Landeskonservatoriums damals wiederhergestellt, um der Nachwelt erhalten zu bleiben. Mehrere Architekturelemente und Inschriftensteine und waren in den Brunnenschacht geworfen worden und konnten geborgen werden. Außerdem fand Wolf zahlreiche Kleinfunde aus Holz, Bein, Ton und Metall. Er beauftragte den damals in Stuttgart arbeitenden Zoologen Max Hilzheimer (1877–1946) mit der Bestimmung der vielen im Brunnen gefundenen Tierknochen. Neben Schlachtabfällen von Rind und Schwein fand sich eine Menge an Hühnerknochen sowie zwei fast vollständige erhaltene gleichaltrige Ziegenskelette mit Milchgebiss. Die nicht durch Schnittspuren oder andere Schlachteinwirkungen beschädigten Knochen hinterließen den Eindruck, als seinen die beiden jungen Tiere vollständig in den Brunnen verbracht worden. Auf der Sohle des Brunnens lag ein vollständig erhaltener Bronzedeckel sowie Reste von vier großen eisernen Radreifen, die zur untersten Brunnenverschalung gehörten. Das hohe Gewicht insbesondere der Weihesteine schließt es aus, dass diese zufällig in den Brunnen gelangt sind. Sie müssen wie der einen Meter durchmessende Bronzedeckel absichtlich in dem Schacht deponiert worden sein. Einige Inschriften aus dem Brunnen, die den Nymphen geweiht waren, standen in Bezug zum Ausbau einer Wasserleitung und der Fertigstellung eines Brunnens innerhalb der Kastellmauern. Sowohl die Weihungen als auch die Architekturteile, zu denen zwei rund zwei Meter hohe gedrehte toskanische Säulen mit rötlichem Stuck gehörten, Gebälksteine, ein rund 0,80 Meter lichtes Wassersammelbecken sowie ein 0,90 Meter hoher Brunnenstock, der noch an einer Wand des Stabsgebäudes lehnte und das ebenfalls entdeckte Hochrelief des Wassergottes Neptun mit einem Delphin trug, haben wohl einst ein Nymphäum an der Ausmündung der Wasserleitung im Kastell geschmückt. Ein solcher Quellkult unmittelbar im Inneren eines römischen Lagers ist am Obergermanisch-Raetischen Limes bisher nur aus Öhringen bekannt. Wolf erkannte noch Farbreste an dem Steinbild Neptuns, der seinen fleischfarbenen linken Fuß auf einen rötlich bemalten Delphin setzt. Der Hintergrund der Darstellung zeigte eine wassergrüne Färbung. Aus dem offenen Maul des Meeressäugers entströmte offensichtlich das Wasser. Wolf nahm an, dass das Wasser für den Brunnenstock zunächst in einem trogartig ausgehauenen, 1,9 Meter langen und 1,55 Meter breiten Sandstein geflossen ist, bevor es über den Brunnenstock aus dem Maul des Delphins trat. Der Trog war bei seiner Aufdeckung vom kalkhaltigen Wasser stark versintert und könnte der Weiterverteilung des Wassers gedient haben. Noch im Bereich des Stabsgebäudes fanden sich eiserne Rohrschellen, die Holzrohrleitungen annehmen lassen. Wo das Nymphäum einst gestanden hat, sah der Provinzialrömische Archäologe Claus-Michael Hüssen als unbekannt an, mutmaßte deren Platz jedoch in den Latera Praetorii, dem Mittelstreifen des Kastells. Andere Archäologen sehen das Nymphäum durchaus im Innenhof des Stabsgebäudes, dort wo in dem Brunnen auch seine Überreste entdeckt wurden.
weitere Lagerbauten
Südwestlich der Principia, 6,70 Meter südlich der Via praetoria konnte Wolf in der Retentura, dem rückwärtigen Lagerbereich, Reste von Steinbauten sowie einen quadratischen hypokaustierten Raum mit Seitenlängen von rund 7,75 Metern feststellen. Die teilweise noch in situ erhaltenen 0,42 Meter hohen Hypokaustpfeiler hielten einen Meter Abstand voneinander. Ein weiterer möglicherweise heizbarer Raum, den Wolf als Keller ansprach, befand sich am östlichen Rand der Principia und gehörte vielleicht zum Praetorium, dem Wohnhaus des Kommandanten. Insbesondere im zentralen und südlichen Bereich der Prätentura, dem Vorderlager, kamen Wolfs Bericht zufolge zahlreiche Spuren von Holzbaracken, Gruben und Kellern zu Tage. Diese können jedoch nicht zu erkennbaren Grundrissen ergänzt werden. Auch bei den neueren Grabungen bis 1980 kamen lediglich einige Gruben und Teilbereiche von Fundamentgräbchen ans Licht. Die Befunde reichen jedoch, um festzustellen, dass die Innenbebauung einschließlich der Bauten in den Latera Praetorii zu allen Zeiten aus Holzhäusern bestand. Lediglich einige wenige Gebäudeteile oder Fundamentebereiche waren in Stein ausgebaut worden. Die Ausgräber konnten an verschiedenen Stellen Reste der Lagerstraßen lokalisieren. Zudem folgte ein überaus fundreicher Abzugsgraben der Via sagularis im Norden und Süden.

### Inschriften aus dem Kastellbereich

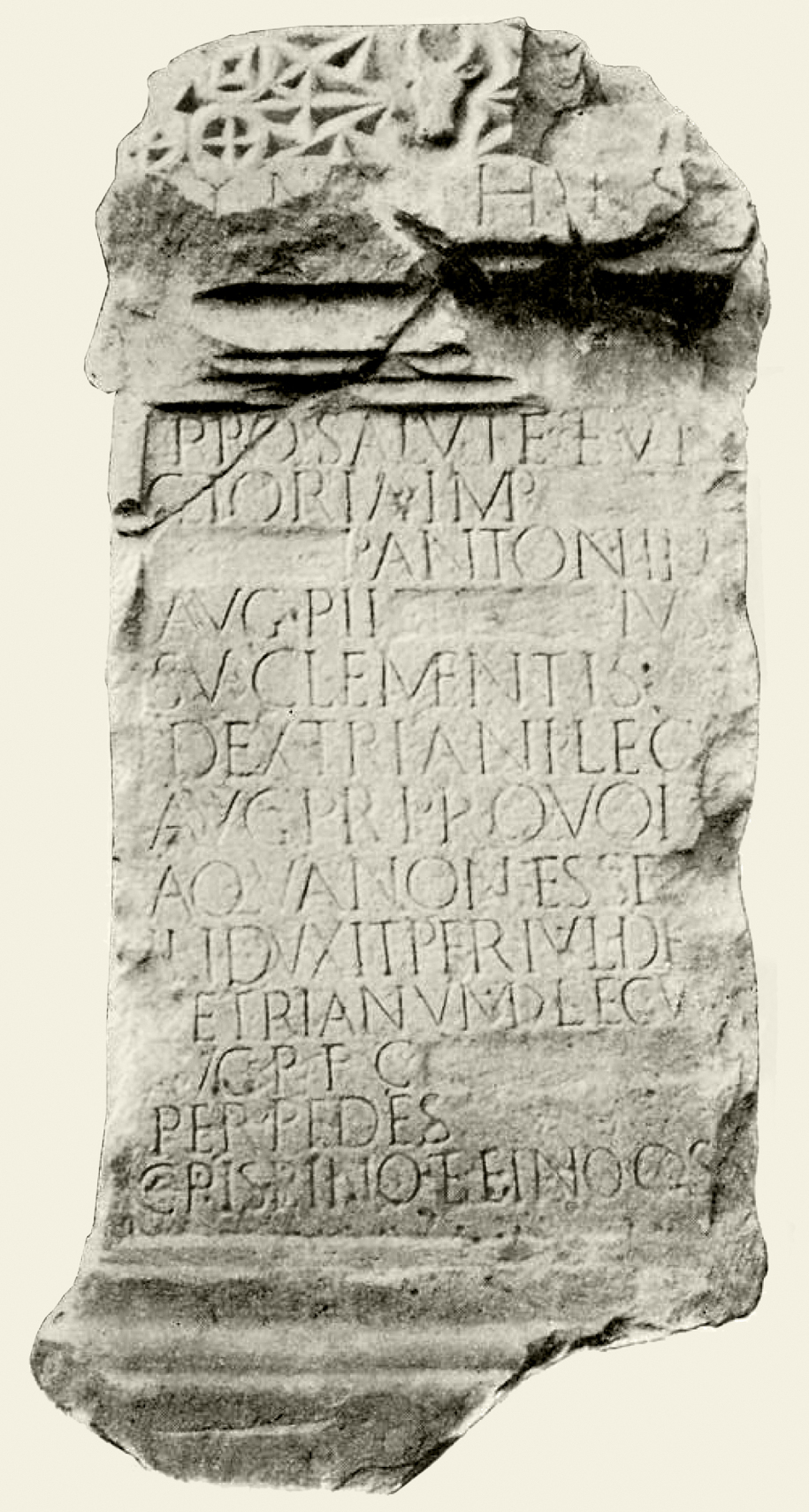
Die 1911 geborgene Bauinschrift der Wasserleitung aus dem Jahre 187 n. Chr. Historisches Foto von 1912. Heute fehlt an dem Stein die rechte obere Ecke mit dem dazugehörigen Textteil

Als besonders bedeutend für die Geschichte des Kastells während der ersten Hälfte des 3. Jahrhunderts sind die aus dem Brunnen des Stabsgebäudes geborgenen Inschriftensteine zu werten. Zudem lassen sich die Amtsdaten von Statthaltern und Konsulen bestätigen.
Wichtig für den ursprünglichen Bau einer Wasserleitung zum Kastell ist CIL XIII, 11757, ein den Nymphen geweihter Altar. Damit lässt sich nachweisen, dass die Leitung im Jahr 187 n. Chr. fertiggestellt worden ist. Mit der Angabe per pedes sollte die Länge der Wasserleitung angegeben werden, doch hierzu blieben keine Informationen erhalten – in den Stein sind keine Angaben eingemeißelt worden. Wie Farbreste zeigen, war das Weihedenkmal einst weiß gestrichen und die Buchstabenvertiefungen mit roter Farbe ausgemalt.
[N]ym[p]his

pro salute et vi-

ctoria Imp(eratoris) [[Com-]]

[[modi]] Antonini

Aug(usti) Pii [[Felicis]] ius-

su Clementis

Dextriani leg(ati)

Aug(usti) pr(o) pr(aetore) quod

aqua non esse[t]

induxit per Iul(ium) De-

[m]etrianum |(centurionem) leg(ionis) V[III]

Aug(ustae) p(iae) f(idelis) c(onstantis) [[Commodae]]

per pedes […]

Crispino et (A)eliano co(n)s(ulibus)
Übersetzung: „Den Nymphen für das Heil und den Sieg des Kaisers Commodus Antoninus Augustus, des Frommen und Glücklichen, auf Befehl des Clemens Dextrianus, Statthalter (von Obergermanien). Weil kein Wasser vorhanden war, ließ er es hinleiten durch Julius Demetrianus, Hauptmann der 8. augustischen Legion, der frommen, getreuen, standhaften, Commoda, … Fuß, im Konsulatsjahr des Crispinus und Aelianus. (187 n. Chr.)“

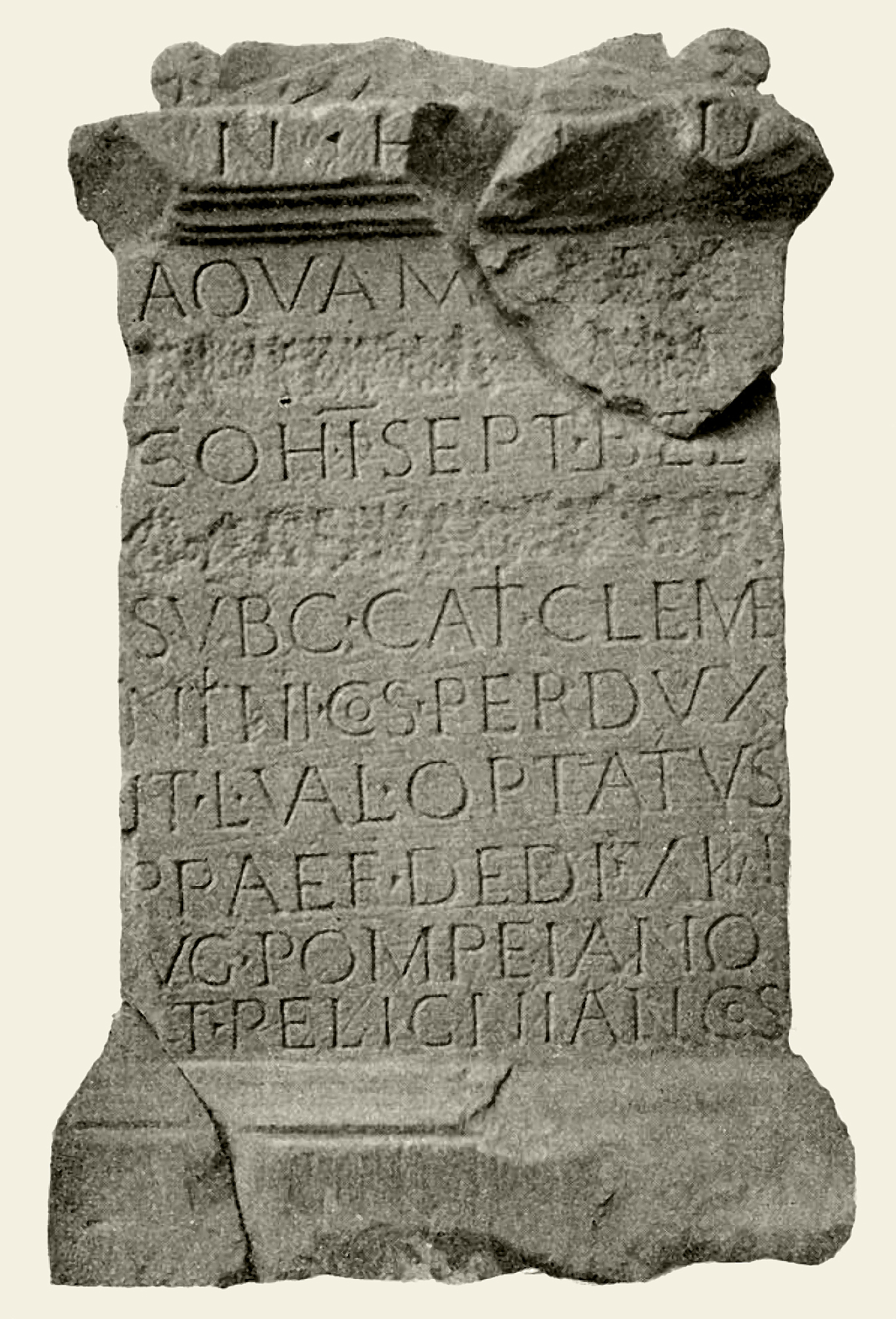
Die 1911 geborgene Reparaturinschrift der Wasserleitung vom 23. Juli 231. Historisches Foto von 1912. Heute fehlt an dem Stein die unter linke Ecke der Basis

Im Jahr 231 n. Chr. wurde die Wasserleitung erneuert. Auch zu diesem Ereignis entstand eine Weiheinschrift, die am 23. Juli 231 feierlich aufgestellt wurde:
[I]n h(onorem) d(omus) d(ivinae)

aquam [[Alex-]]

[[andrianam]]

coh(orti) I Sept(imiae) Bel-

[[g(arum) Al<e>xandrian(ae)]]

sub c(ura) Cati Cleme-

ntini co(n)s(ularis) perdux-

it L(ucius) Val(erius) Optatus

praef(ectus) dedi(cata) X Kal(endas)

[A]ug(ustas) Pompeiano

[e]t P(a)elignian(o) co(n)s(ulibus)
Übersetzung: „Zur Ehre des göttlichen Kaiserhauses. Die 1. Septimische Kohorte der Belgen, die Alexandrinische, hat die alexandrinische Wasserleitung unter der Aufsicht des Consulars Catius Clementinus gelegt. Der Kommandant Lucius Valerius Optatus hat sie eingeweiht am 10. Tag vor den Kalenden des August im Konsulatsjahr des Pompeianus und des Pelignianus.“
Sextus Catius Clementinus Priscillianus, bereits seit Juli 231 als Statthalter der Provinz Germania superior bezeugt, war im Jahr 230 Konsul gewesen. Zu Ehren des Kaisers gab die Kohorte der Wasserleitung den Namen "aquam Alexandriana".
Die Wasserleitung in den Zentralbereich des Kastells führte auch zum Haus des Kommandanten und zum Kastellbad. Nachdem die Leitungstrasse vielleicht durch Kriegseinwirkungen zerstört worden war und lange Zeit unterbrochen geblieben war, wurde sie in den 40er Jahren des 3. Jahrhunderts erneuert und am 4. Dezember 241 eingeweiht. Die Datierung bezeugt für diese Zeit eine gewisse Ruhe im Bereich des Vorderen Limes, die sich auch an Inschriftenfunden vom kleinen Kastellbad auf der Flur Steinäcker in Jagsthausen niederschlägt. Eine dort geborgene Weihung entstand im Zeitraum von 244 bis 247. Da die Namen der damals regierenden Kaiser, Philippus Arabs (244–249) und dessen Sohn Philippus Caesar (247–249) eradiert wurden, hat das Kastell Jagsthausen auch noch nach 249 bestanden. Aus dem nördlich von Öhringen gelegenen Kastell Osterburken wird in der jüngsten bekannten Inschrift ebenfalls Philippus Arabs genannt. Die Eigenheiten dieser Inschrift schränkt den Aufstellungszeitraum auf die Jahre 244 bis 249 n. Chr. ein. Auch im Militärbad, dem Bad I von Osterburken endet die Münzreihe mit einem versilberten Antoninian des Philippus Arabs.

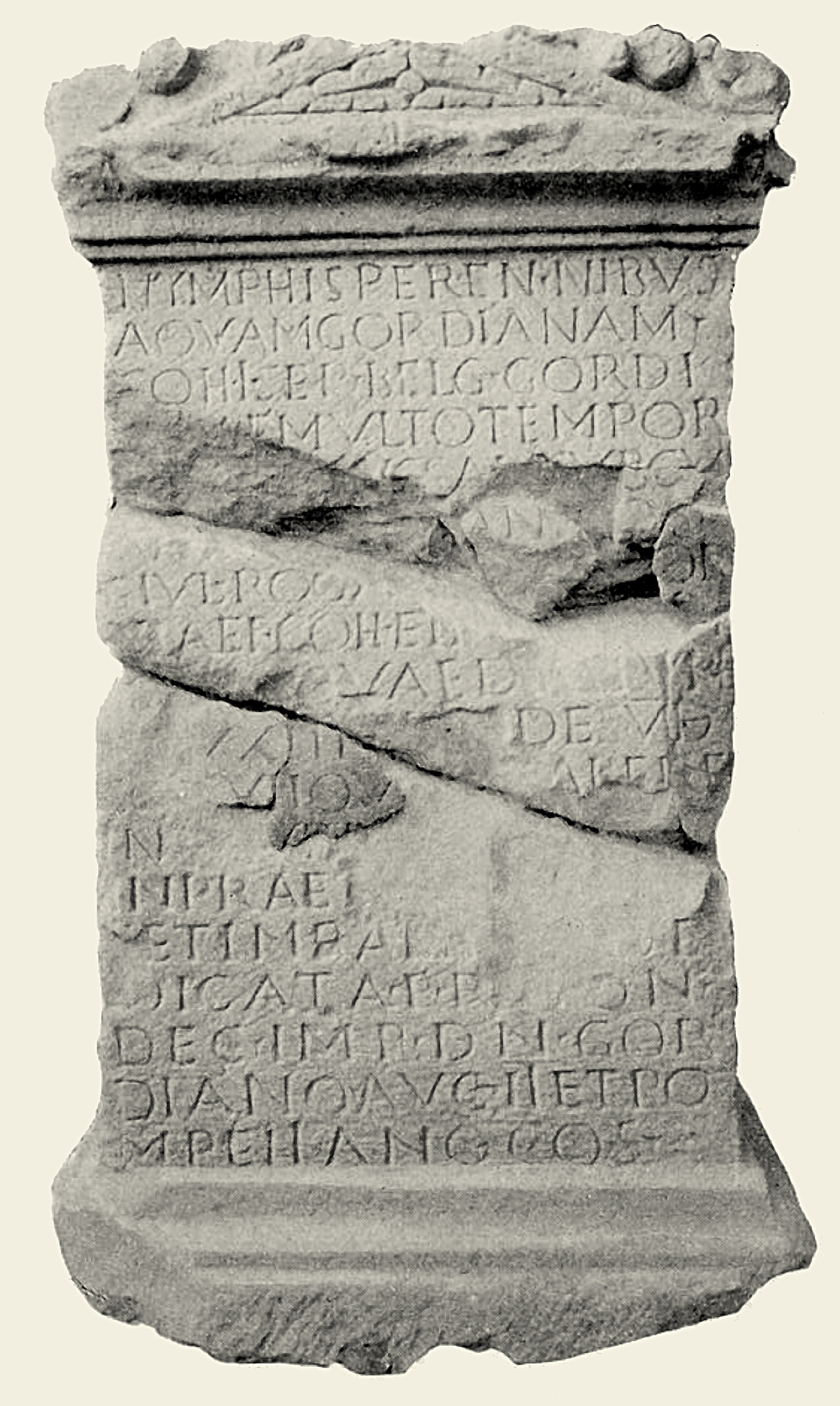
Die 1911 geborgene zweite Reparaturinschrift der Wasserleitung vom 4. Dezember 241. Historisches Foto von 1912. Heute fehlen an dem Stein sechs hier zu sehende Fragmente mit Text, die in den beiden Bruchstellen saßen

Der Öhringer Text aus dem Jahr 241 lautet:
[In] h(onorem) [d(omus) d(ivinae)]

Nymphis perennibus

aquam Gordianam

coh(orti) I Sep(timiae) Belg(arum) Gordi-

[a]nae multo tempor(e)

[interm]issam sub cu-

ra […]ani [c]o(n)s(ularis)

C(aius) Iul(ius) Roga[tianus e]q(ues) R(omanus)

praef(ectus) coh(ortis) ei[usdem]

[novo aq]uaed[u]ctu pe-

[rd]uxit [pe]r [pe]des V(quinque milia) D-

CC[C]CVII qu[am s]alere

in[stit]uit […]

in praet[orium? …]

et in bali[neum] de-

dicata pr(idie) Non(as)

Dec(embres) Imp(eratore) d(omino) n(ostro) Gor-

diano Aug(usto) II et Po-

mpeiiano(!) co(n)s(ulibus)
Übersetzung: „Zu Ehren des göttlichen Kaiserhauses hat den unversieglichen Nymphen die Gordianische Wasserleitung der 1. Septimischen Kohorte der Belgen, der Gordianischen, nachdem sie lange Zeit unterbrochen war, unter der Oberaufsicht des Konsulars …anus der römische Ritter Gaius Julius Rogatianus, Kommandant dieser Kohorte, in einer neuen Wasserleitung hingeführt auf eine Entfernung von 5907 Fuß (= 1772 m), weil er sich vornahm, die fließenden Brunnen in dem Praetorium und in dem Bade zu speisen. Die Wasserleitung wurde eingeweiht am Vortage vor den Nonen des Dezember im Konsulatsjahr des Kaisers, unseres Herrn, Gordianus Augustus (zum 2. Male) und des Pompeianus.“

## Truppe

Ziegelstempel und andere militärische Objektmarkierungen aus den Öhringer Kastellen (Grabungen 1892–1894)

Ausweislich von Ziegelstempeln war die Cohors I Helvetiorum, die noch 148 n. Chr. im Kastell Heilbronn-Böckingen am Neckarlimes lag, als erste Auxiliareinheit in Öhringen stationiert. Da ihre Stempel sowohl in Öhringen-West als auch im Kastell Öhringen-Ost ans Licht kamen, ist ihr direkter Garnisonsort unbekannt. Später kamen weitere Truppeneinheiten, insbesondere drei fassbare Numeri, die auf Öhringer Inschriften bezeugt sind, hinzu. Es besteht jedoch auch die Möglichkeit, dass zwei diese Numeri, der Brittones Cal(…) und der Brittones Murrenses etwa gleichzeitig mit den Helvetikern nach Öhringen kam. Auch deren Stempel fanden sich an beiden Öhringer Militärstandorten. Es scheint anhand dieser Stempel als sicher, dass beide Einheiten zunächst noch getrennt auftraten. Nur wenige Zeit später, während der Regentschaft des Kaisers Marc Aurel (161–180), wurden die beiden Numeri nach Meinung von Schönberger zusammengelegt und bekamen den neuen Namen Brittones Aurelianenses der sich wohl von dem zu Ehren des durch den Kaiser konstituierten Vicus Aurelianus ableitete. Möglicherweise lag der Numerus Brittones Aurelianenses im Westkastell, wissenschaftlich zu festigen ist diese Annahme jedoch nicht. Sicher ist jedoch, dass die Cohors I Helvetiorum und der Numerus Brittones Aurelianenses in Öhringen zumindest zeitweise parallel existiert haben. Belegt ist ihre gemeinsame Zeit zwischen 175 und 177.
Etwa 230 n. Chr. folgte die Cohors I Septimia Belgarum. Die bereits genannten Inschriften aus den Jahren 231 und 241 bezeugen deren Anwesenheit in Öhringen-West. Diese Kohorte ist während der Regierungszeit des Kaisers Septimius Severus aufgestellt worden und hielt sich nachweislich noch bis nach 222 in Mainz auf. Sie wird daher erst zwischen 222 und 231 n. Chr. nach Öhringen-West abkommandiert worden sein. Es ist bis heute fraglich, ob sie die Cohors I Helvetiorum abgelöst hat oder als militärische Verstärkung für den Öhringer Raum vorgesehen war.

### Grenzschutzkommandeure der Cohors I Helvetiorum, der Cohors I Septimia Belgarum und des Numerus Brittones Aurelianenses
| Name                    | Rang                | Zeitstellung         | Bemerkung |
| ----------------------- | ------------------- | -------------------- | --- |
| Gaius Valerius Titus    | Centurio legionis   | 175–177              | aus der Tribus Quirina, einem Gebiet um Reate, dem heutigen italienischen Rieti in Latium stammend, war er als Cornicularius consularis vormaliger Ordonnanzoffizier eines Oberbefehlshabers; Kommandeur der Cohors I Helvetiorum und des Numerus Brittones Aurelianenses. Er hinterließ zwei erhalten gebliebene Inschriften. Nach seinem Einsatz in Öhringen wird er zwischen 193 und 211 als Kommandeur in Miltenberg genannt. |
| Iulius Demetrianus      | Centurio legionis   | 187                  | war Centurio der Legio VIII Augusta; ließ die Wasserleitung zum Kastell errichten |
| Vaterculius Proculus    | Centurio legionis   | zwischen 151 und 250 | war Centurio der Legio VIII Augusta; unter ihm wurde ein unbekannter Bauabschnitt der Centuria des Iulius Silvanus fertiggestellt. |
| Lucius Valerius Optatus | Praefectus cohortis | 23. Juli 231         | wird als Kommandeur der Cohors I Septimia Belgarum genannt; ließ die Wasserleitung zum Kastell erneuern |
| Gaius Iulius Rogatianus | Praefectus cohortis | 4. Dezember 241      | wird als Eques Romanus und Kommandeur der Cohors I Septimia Belgarum genannt; ließ die Wasserleitung zum Kastell nochmals erneuern |

## Militärbad

Das Kastellbad des Westkastells nach den Untersuchungen Hanßelmanns. Der Plan im Limeswerk war lediglich der Versuch, die historischen Grabungsergebnisse neu zu interpretieren

Der nördliche Zugangsbereich des Militärbads nach den Grabungen von 2016 bis 2018

Über die Forschungen Hanßelmanns im Jahr 1770, als er „über 200 Schritt südlich des Bürgkastells“ auf eine römische Badeanlage gestoßen war und Grabungen unternahm, überdauerten keine näheren Hinweise auf dessen Verortung, auch wenn er auf Bitten interessierter auswärtiger Bürger die Namen der verschiedenen Besitzer der Äcker, auf denen er gegraben hatte, veröffentlichte, um die Lage der Fundorte für die Nachwelt zu erhalten. Die Gelehrten waren sich einig, dass es auch in Zukunft bei Besitzerwechseln keine Schwierigkeiten geben dürfte, da die in den Steuerrollen verzeichneten Wechsel ohne Schwierigkeiten nachvollzogen werden könnten.
Für Hanßelmann war das Schweißbad „auf der sogenannten hiesigen Untern Bürg“ das zweite von ihm entdeckte römische Bad in Öhringen, da er im November 1768 unweit des Rendelsteins, am Platz des Ostkastells, in den Ruinen eines hypokaustierten Gebäudes gegraben hatte und dessen Überreste ebenfalls als Schweißbad ansprach. Von beiden Grabungen veröffentlichte er in seiner Fortsetzung des Beweißes … im Anhang Stiche. Die Grundmauern des Bauwerks am Rendelstein wurden in Schrägansicht und mit einem Aufsichtsplan wiedergegeben, vom Bad am Westkastell kam lediglich der detailliert wirkende Stich des Grundrisses zum Abdruck.
Im Jahre 1870 hatte sich der Bahnmeister Fridolin Ringler von Göppingen aus auf die freigewordene Bahnmeisterstelle nach Öhringen versetzen lassen. Nach dem Bau der Eisenbahnverbindung zwischen Heilbronn und Öhringen wurde unmittelbar südlich neben dem 1861 errichteten Bahndamm eine staatliche Baumschule verwirklicht. Bei ihrer Anlage erkannte Ringler im Dezember 1878 erneut Baureste eines Hypokaustums und schnitt die Anlage an. Die Forschungen mussten jedoch aus Sicherheitsgründen vor dem Fuß des Bahndammes eingestellt werden. Anschließend wurden die freigelegten Baureste durch die weitere Anlage der Baumschule zerstört. Die von Ringler abgelieferte Beschreibung zu dieser Grabung muss von großer Sorgfalt gewesen sein. Er lieferte sie mit den wenigen Kleinfunden an die Staatssammlung vaterländischer Altertumsdenkmale in Stuttgart. Zum damaligen Fundgut gehörten auch Stempel, die sich auf den aus Ziegelplatten errichteten Pfeilern der Suspensura befanden. Die Platten besaßen Seitenlängen von 0,21 bis 0,29 Metern und waren zwischen 0,35 bis 0,50 Zentimeter stark. Bereits Hansselmann hatte entsprechendes Material gesichert und archivieren lassen.
Als am 25. August 1892 der zuständige Streckenkommissar Ernst von Herzog, erstmals den Spaten in Öhringen ansetzen ließ, galt Ringlers Dokumentation bereits als verschollen. Zwischen Hansselmanns Bad und der von Ringler entdeckten Hypokaustanlage sah die RLK jedoch eine Verbindung und mutmaßte, dass beide Befunde zusammengehörten. Selbst konnte die RLK östlich der Baumschule eine Mauer aufdecken, die ihrer Meinung nach möglicherweise ebenfalls zum gesuchten Bad gehört haben könnte. Leider wurde auch die Lage dieser Mauer nicht genau überliefert. In den folgenden Jahrzehnten kam es zu vielen Spekulationen an welcher Stelle Hansselmann gegraben haben könnte und ob nicht das ganze Bad inzwischen vollständig zerstört sein könnte. Neue Nahrung bekam die Diskussion, als zum Bau des neuen Städtischen Schlachthofs östlich der Ringlerschen Grabungsstelle im Jahr 1912 waggonweise ausgebrochene Steine abgefahren wurden. Aus Ermangelung eigener Forschungsergebnisse wurde im Limeswerk Hanßelmanns Stich in einer theoretischen Neuinterpretation nachgezeichnet.
Mit dem Abbruch dieses Schlachthofs 2016 wurde es erstmals wieder möglich, vor Ort zu forschen, doch gelang es den Archäologen erst nach dem Aushub einer Baugrube für die neue geplante innerstädtische Wohnanlage möglich, auf römisches Mauerwerk zu stoßen. Es wird angenommen, dass damit jene Mauer wiederentdeckt wurde, die schon von der RLK freigelegt worden war. Und der Mauerverlauf deutete an, auf dem benachbarten Grundstück, auf dem einst die Baumschule angelegt worden war, weiterführende Baureste verorten zu können. Um sich vor einer Ausgrabung ein Bild von den mutmaßlichen Mauerresten machen zu können, setzten die Wissenschaftler zunächst moderne zerstörungsfreie Techniken wie das Georadar ein. Hierbei ließ sich jedoch kein interpretierbares Bild liefern.
Daher wurden 2018 zunächst Sondagen gesetzt, denen von Anfang September bis Anfang Oktober desselben Jahres in Abstimmung mit dem Landesamt für Denkmalpflege eine Lehrgrabung der Universität Freiburg unter Leitung der Provinzialrömischen Archäologin Sarah Roth folgte. Bei den anschließenden Untersuchungen wurde der in Stein ausgebaute Nordteil und damit der Hauptzugang des Militärbades erfasst, dem offensichtlich ein ebenfalls angeschnittener, lediglich in Holzfachwerkbauweise errichteter Versammlungsraum, die Basilica vorgelagert war, wie es für den am Limes häufig angetroffenen Typus des Reihenbades üblich ist. Der in Resten erhaltene römerzeitliche Laufhorizonte der Basilica wies eine darüberliegende Brandschuttschicht auf. Von der Basilica aus, betraten antike Besucher den in Stein ausgebauten eigentlichen Badebereich, und dort zunächst das im Grundriss wohl rechteckige Kaltbad (Frigidarium), das bisher jedoch nur in seiner gesamten Breite von rund 7,70 Metern bekannt ist. In Öhringen-West war dieser Bereich mit über einen Estrich verlegten rechteckigen Sandsteinplatten ausgestattet, die zumeist Kantenlängen zwischen 0,30 und 0,70 Metern aufwiesen. Unter dem Fußboden verlief ein in Ziegelbauweise errichteter Abwasserkanal in Richtung Westen aus dem Frigidariums heraus zu einer nebenan gelegenen Latrine, die das Kanalwasser spülte. Der Befund lässt sich so interpretieren, als ob der Kanal während einer Umbauphase stillgelegt und die Latrine abgebrochen wurde. An ihrer Stelle entstand ein fast quadratisches, rund 2,50 × 2,50 Meter großes Kaltwasserbecken. Der als Opus signinum angelegte Estrich des neuen Beckens besaß im Aufgehenden eine Verkleidung aus Ziegelplatten. Östlich des Frigdariums war bereits 2016 ein weiteres, größeres Kaltwasserbecken bekannt geworden, dessen Tiefe aufgrund des guten Erhaltungszustandes mit über einem Meter vermessen werden konnte. Südlich dieses Beckens schloss sich ein weiterer Raum an, der mit einem grauen Estrich ausgestattet war. Die Wand zwischen den beiden Räumen scheint zumindest zeitweilig als niedrige Brüstungsmauer existiert zu haben, bevor die durchgehende Trennmauer entstand. Durch einen glücklichen Zufall war ein Mauerblock des zuletzt genannten Kaltwasserbeckens erhalten geblieben, der noch die antiken Verputzschichten aufwies. Im Inneren besaß das Becken zwei Lagen eines beigeweißen Gebrauchsputzes, von außen war die Therme mit einem weißen Feinputz versehen worden.
Im Frühmittelalter wurde die damals noch sichtbare Kastellruine als Begräbnisstelle genutzt. Diese Datierung ergaben die bei der Grabung vorgefundenen menschlichen Skelettreste nach dem Einsatz der Radiokarbonmethode.
Nach Beendigung der Lehrgrabung wurden alle durch die Grabung geöffneten Bereiche entsprechend der denkmalpflegerischen Vorgaben wieder zugeschüttet. Dies gilt bis heute als die sicherste Methode, die baulichen Überreste für die Zukunft sicher zu bewahren. Die Ausgräber der ab 2016 erforschten Badehausruine gehen davon aus, die in der Fachwelt überaus bekannte Hanßelmannsche Therme wiederentdeckt zu haben. Die Unterschiede zu dessen Forschungsergebnissen und den modernen Untersuchungen werden in den damals noch in den Anfängen steckenden Grabungs- und Interpretationsmethoden gesehen. Es gelang den Wissenschaftlern trotz aller Verschiedenheit zwischen dem historischen Grabungsplan und den aktuellen Ergebnissen eine gewisse Deckungsgleichheit zu erzielen. Zu den wichtigsten Fundobjekten zählt eine Gemme aus Karneol mit der Darstellung des Gottes Neptun.

## Militaria
Innerhalb des Westkastells fand sich auch Militaria. In dem von Wolf ausgenommenen Brunnen in den Principia kamen eine Lanzenspitze mit ausgeprägtem Mittelgrat (27,50 Zentimeter), zwei weitere Lanzenspitzen (26,50 und 17,50 Zentimeter), zwei eiserne Helmbügel vom Typ Niederbieber sowie Reste eines Kettenpanzers zu Tage. Daneben fand sich bei den Grabungen von Schönberger ein gut erhaltener eiserner Schildbuckel.

## Vicus Aurelianus

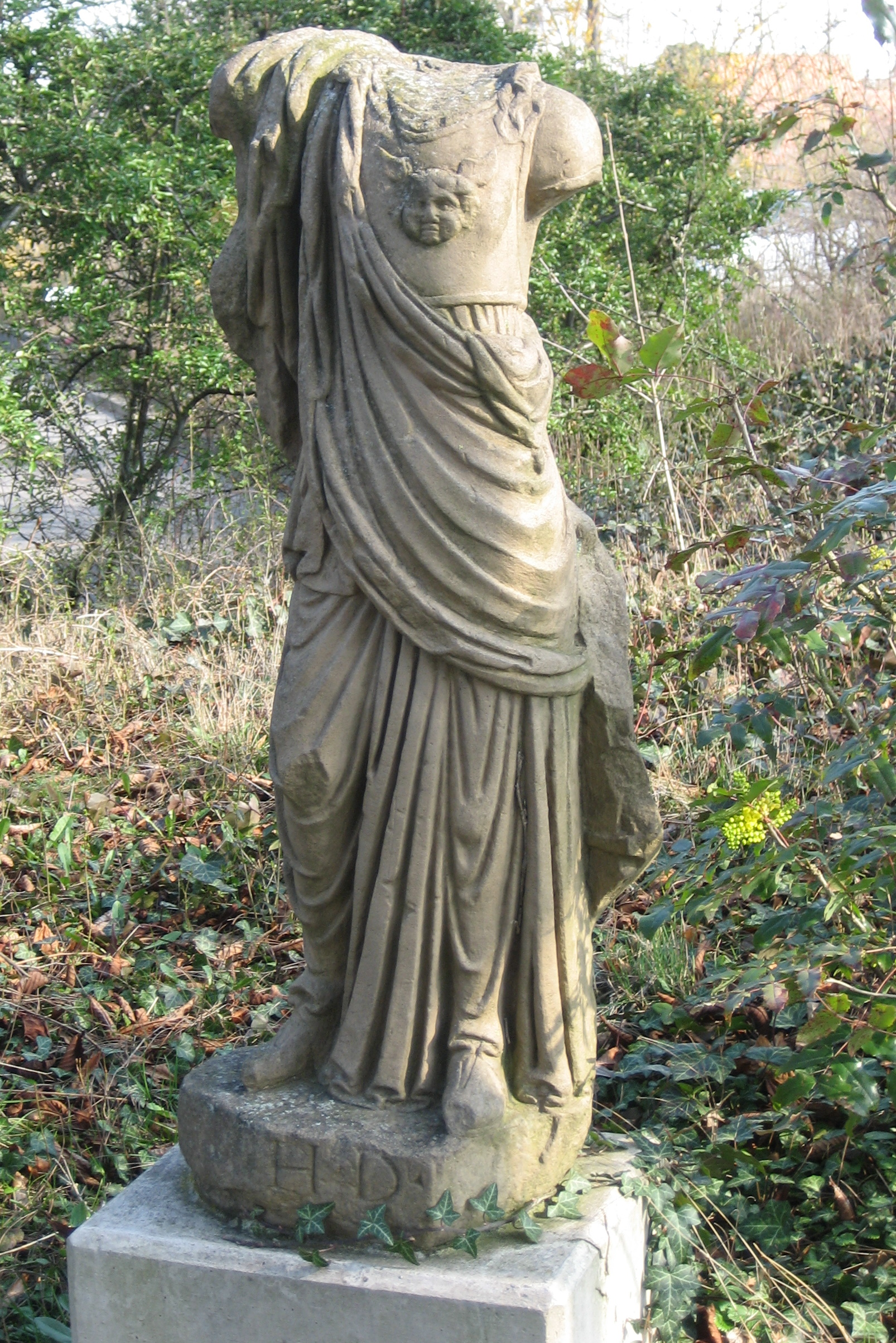
Abguss einer der beiden 1861 gefundenen Minerva-Statuen, die südlich der Flur „Obere Bürg“ beim Eisenbahnbau ans Licht kamen und zum Kultbezirk des Vicus gehörten. Erhalten sind Reste der Weiheinschrift: [In] h(onorem) d(omus) d(ivinae) …(Zu Ehren des göttlichen Kaiserhauses …)

Das rund 20 bis 30 Hektar große Lagerdorf, der Vicus konnte östlich des Kastells zwischen Karlsvorstadt und westlich der Weidenmühle verortet werden. Der Vicus wurde wohl nach Mark Aurel benannt, der von 161 bis 180 als römischer Kaiser herrschte. Wie die Funde aus dem Lagerdorf bezeugen, scheint zumindest ein Teil der Bevölkerung wirtschaftlich wohlhabend gewesen zu sein. Möglicherweise gründete sich dieser Wohlstand auf der Verhandlung spezieller Güter in das römische Hinterland. Vielleicht könnte hierzu der Salzhandel gezählt haben. Die Einwohnerschaft des Vicus hat wohl zu einer Hälfte aus Militärpersonal, zur anderen aus Zivilpersonen bestanden. Daher kann mit einer Gesamtzahl von rund 2.000 Personen gerechnet werden. Das Zentrum der Siedlung ist laut Aussage Kortüms bisher noch unbekannt. Ausgrabungen ergaben ein teilunterkellertes Streifenhaus, Zisternen, Töpferöfen sowie Kultbezirke. Wie etliche Statuen- und Inschriftenfragmente bezeugen, bestand südlich der Flur „Obere Bürg“ ein Kultbezirk. Ein dort recht früh errichteter Altar, der 1861 beim Eisenbahnbau geborgen wurde, enthält eine Weihung vom 1. September 169. Im Vicus hatte sich ein Jungmännerbund (collegium iuventutis) gegründet – keine Seltenheit in vielen Limeseinzugsgebieten und Städten. Die in Öhringen erhalten gebliebene Weiheinschrift datiert auf den 1. November 222 n. Chr.

## Inschriften aus dem Vicus
Von überregionalem Interesse war der Fund von vier Inschriften, die Kaufleuten dem Herkules, der Diana und dem Genius convenarum und einem gewissen Publius Petronius Caesius Rufus geweiht hatten. Die Stücke kamen 1961 beim Bau einer Tankstelle in der Haller Straße in Öhringen zu Tage. Der gesamte Befund stellte sich als eine 3,50 Meter durchmessende Grube dar, die mit Ziegelschutt, Gefäßscherben, drei Inschriftenbasen für drei ebenfalls in die Grube verbrachte Sandsteintorsi von Hercules, Diana und dem Genius convenarum. Der Boden der Grube war sehr dunkel und teils durch Feuer rot verfärbt. Nur einer der Steine wies jedoch Brandspuren auf. Die Weihesteine wurden ganz offensichtlich zu gleicher Zeit zerstört und samt dem Schutt vergraben wurden. Möglicherweise war die Stelle, an der die Steine einst aufgestellt worden waren, nicht allzu weit davon entfernt.
Die älteste genau datierbare Weiheinschrift ist durch den Baggereingriff beim Tankstellenbau stark beschädigt worden. Sie ist bereits stärker verwittert, als die zwei skulpturalen Steine von 232 n. Chr.
[A]ram pro salu-

[t]em(!) P(ubli) Pet[ro]-

[n]ii Caesii R[ufi?]

[…]io C[…]

[… Ap]ro e[t] Ma/[xim]o cons(ulibus) K(alendis)

[De]cenbri/bus(!)
Übersetzung: „Einen Altar für das Heil des Publius Petronius Caesius Rufus (hat der Verein von Kaufleuten für ihren Schutzgeist) im Konsulatsjahr des Aper und Maximus am 1. Dezember 207 n. Chr. (aufstellen lassen).“
Die älteste der drei skulpturalen Weiheinschriften ist ebenfalls stark beschädigt. Sie datiert in die Jahre 198–209 n. Chr.
…]

Impp(eratorum) L(uci) Sept(imi) S[e]-

veri et M(arci) [Aur(eli)]

Anton[ini …]

Augg(ustorum) et Get-

ae Ca[es(aris) …]

IVM[…]

COVV[…]

V[…
Übersetzung: „Zur Ehre der Kaiser Lucius Septimius Severus und Marcus Aurelius Antoninus und des Caesars Geta hat die Vereinigung von Kaufleuten (ein Standbild) des Schutzgeistes der Vereinigung (aufstellen lassen).“
In h(onorem) d(omus) d(ivinae)

deae Dian(a)e

collegium

[co]nvenar-

um Lupo

et Maxi-

mo co(n)s(ulibus)

Id(ibus) Dec(embribus)
Übersetzung: „Zur Ehre des göttlichen Kaiserhauses hat der Göttin Diana die Vereinigung von Kaufleuten (ein Standbild aufstellen lassen) im Konsulatsjahr des Lupus und Maximus, am 13. Dezember 232 n. Chr.“
[In] h(onorem) d(omus) d(ivinae)

deo Her-

culi col-

legium

convena-

rum Lupo

et Maximo

co(n)s(ulibus) Id(ibus) De[c](embribus)
Übersetzung: „Zur Ehre des göttlichen Kaiserhauses hat dem Gotte Hercules die Vereinigung von Kaufleuten (ein Standbild aufstellen lassen) im Konsulatsjahr des Lupus und Maximus, am 13. Dezember 232 n. Chr.“
Der Althistoriker Herbert Nesselhauf (1909–1995) stellte fest, dass das in den Inschriften genannte „Collegium convenarum“ eine Kaufmannsgilde und Kultgenossenschaft gewesen ist, die den Vicus Aurelianus nutzte, um möglicherweise mit den Germanen im Barbaricum Handel zu treiben, denn Öhringen allein hätte wohl nicht genügend Anreiz geboten, um als Kaufmannsvereinigung hierher zu reisen. Die Händler waren wohl auch keine ansässigen Bürger des Ortes, also keine Cives oder Incolae, sondern kamen lediglich für ihre Geschäfte in den Vicus. Wie die Inschriften bezeugen, pflegte die Gilde den Kult des Herkules und der Diana. In einem kunstgeschichtlichen Exkurs wies der Klassische Archäologe Volker Michael Strocka nach, dass die zweite der beiden 1861 beim Bahnbau südlich der Flur „Obere Bürg“ entdeckten Minervastatuen, die von ihrer Größe her als Statuette anzusprechen ist, von derselben Hand geschaffen wurde, wie die Herkules- und Dianastatue. Beeindruckend ist auch, dass alle drei Figuren laut ihrer Inschrift für das Jahr 232 n. Chr. geschaffen wurden. Durch die Inschrift zu dieser Minerva wurde auch erstmals der römische Namen von Öhringen bekannt und von dem Historiker Paul Friedrich von Stälin (1840–1909) erstveröffentlicht.
In h(onorem) d(omus) d(ivinae) vicanis Aurel(ianensibus) si-

gnum Minervae suo

impendio restituit Faus-

tius Faventinus quaestor

Lupo et [Ma]ximo co(n)s(ulibus)
Übersetzung: „Zur Ehre des göttlichen Kaiserhauses hat den Bewohnern des Vicus Aurelianus ein Standbild der Minerva auf eigene Kosten wiederhergestellt der Quaestor (Gemeindepfleger) Faustius Faventinus im Konsulatsjahr des Lupus und des Maximus (232 n. Chr.).“

## Ende von Garnison und Vicus
Den Ausgräbern war es nicht möglich, Hinweise auf eine gewaltsame Zerstörung des Westkastells während der Zeit des Limesfalls bis 259/260 n. Chr. festzustellen. Auch im Ostkastell fanden sich keinerlei Hinweise auf ein gewaltsames Ende. Die Münzreihe endete 2004 in den Jahren 244/249. Was dennoch auf Gewalt hinweist, sind unter anderem die Verstopfung des Brunnens in den Principia mit den Bauteilen des Nymphäums sowie die weiter oben detailliert erwähnte Grube aus dem Vicusbereich, in der verbrannter Schutt und Weihesteine mit dem jüngsten Datum vom Dezember 232 n. Chr. lagen. Diese beiden Ereignisse können jedoch nicht zeitgleich erfolgt sein, da die Wasserleitung erst 241 repariert war und damit auch das wasserspendende Nymphäum noch bestanden haben muss. Der erste große Alamanneneinfall von 233/235, als der Obergermanisch-Rätische Limes auf breiter Front überrannt wurde, könnte jedoch für die offensichtlich starke Beschädigung der Wasserleitung im Kastell verantwortlich gewesen sein, die „lange Zeit unterbrochen war“ und damit erst 241 repariert wurde. Zudem könnte die Schuttgrube aus dem Vicus mit diesem kriegerischen Ereignis zusammenhängen. Strocka dachte bei den in der Grube gefundenen Inschriften und Statuenresten an eine Vergrabung der Kultobjekte, nachdem sie den Zerstörungen durch die Alamannen 233 ausgesetzt gewesen waren. Als nächste große kriegerische Ereignisse gelten die zweiten Alamanneneinfälle der Jahre 242/243. Im großen nördlichen Garnisonsort Osterburken kann jedoch sowohl die letzte datierbare Inschrift, als auch die letzte bekannte Münze aus dem Kohortenbad den Regierungsjahren des Kaisers Philippus Arabs zugeordnet werden. Es ist durch die seit weit über 100 Jahren immer wieder gemachten Befunde auch gesichert, dass das Kastell Osterburken spätestens bis 259/260 gewaltsam unterging. Im Kastell Jagsthausen ließ dessen Kommandeur Valerius Valerianus noch 248 im kleinen Kastellbad eine Inschrift zur Renovierung der Therme weihen. Wie die bereits weiter oben erwähnte Ausmeißelung der Kaisernamen von Philippus Arabs und dessen Sohn aus der Bauinschrift desselben Bades verdeutlicht, bestand Therme und Kastell auch noch nach 249. Die Inschrift gilt somit als eines der spätesten inschriftlichen Zeugnisse militärischer Tätigkeit vor dem Limesfall. Zumindest an einigen Plätzen des Vorderen Limes kann der Untergang wohl erst kurz vor dem endgültigen Schlusspunkt 259/260 stattgefunden haben. Im Kleinkastell Rötelsee fanden sich noch Münzen aus der Regierungszeit des Kaisers Gallienus (253–260) und vom Kleinkastell Haselburg ist ein Antoninian des Gallienus belegt, der frühestens 259 geprägt wurde.
Vor allem aus Jagsthausen und Öhringen sind nachlimeszeitliche Münzen bekannt. Vielleicht deuten sie auf ein Weiterleben der provinzialrömischen Bevölkerung hin, deren Leben nun aber in einem lediglich bescheidenerem Umfang und ohne militärischen Schutz stattfand.

## Fundverbleib
Ausgewählte Funde aus den Kastellen und dem Vicus befinden sich im Weygang-Museum Öhringen, im Museum Römerkeller Oberriexingen, im Limesmuseum Aalen, im Landesmuseum Württemberg in Stuttgart, im Hällisch-Fränkischen Museum in Schwäbisch Hall, in den Städtischen Museen Heilbronn sowie im Schloßmuseum Neuenstein.

## Denkmalschutz
Die Bodendenkmäler im Raum Öhringen sind als eingetragene Kulturdenkmäler im Sinne des Denkmalschutzgesetzes des Landes Baden-Württemberg (DSchG) geschützt. Nachforschungen und gezieltes Sammeln von Funden sind genehmigungspflichtig. Zufallsfunde sind an die Denkmalbehörden zu melden.